# Frosty Paws
Frosty Paws (ранее Pet79 и Fido Freeze) — бренд мороженого, специально разработанного и выпускаемого для собак. Продукция выпускается компанией Nestlé под брендом Nestlé Dreyer's Ice Cream Company и торговой маркой Purina.

## История
Изначально мороженые Frosty Paws продавались исключительно в стаканчиках. Стаканчики первоначально были изобретены в 1970-х годах доктором Уильямом Тызником, почётным профессором зоотехнии в Университете штата Огайо. Дайан Макинтайр, пресс-секретарь Nestlé, заявила: «Он был постоянным посетителем местного кафе-мороженого, где часто видел двух пожилых женщин, кормящих мороженым своих собак. Когда он сказал им, что это не самый подходящий корм для их питомцев, дамы предложили ему создать альтернативу для собак» (англ. «He was a regular visitor to his local ice cream parlour, where he often saw two elderly ladies feeding ice cream to their dogs. When he advised them that this was not the most suitable food for their pets, the ladies challenged him to create a dog-friendly alternative»).
Тызник попробовал несколько различных рецептов со своими собаками. Наконец, в 1979 году, с помощью двух своих друзей Питера ДеМарко и Дейла Кука Тызник решил запустить в производство стаканчики для мороженого Frosty Paws с ванильным вкусом под первым и оригинальным торговым названием Pet79. Продукт Frosty Paws стал первым замороженным лакомством для собак, когда-либо представленным на рынке США. Позже Тызник создал и выпустил корм для лошадей TizWhiz и Cycle. К 1981 году название бренда было изменено на Fido Freeze.
В 1985 году бренд Frosty Paws был приобретён компанией Drumstick Ice Cream Company за неназванную сумму. Бренд Frosty Paws принадлежал компании Drumstick, в общей сложности, до 1991 года. В 1991 году бренды Drumstick и Frosty Paws были приобретены компанией Nestlé.
В 2005 году компания Nestlé представила мороженое Frosty Paws в стаканчике со вкусом арахисового масла, основываясь на исследовании, проведённом подразделением компании Purina PetCare о предпочитаемых вкусах собак. 19 августа 2011 года компания Nestlé представила линейку Frosty Paws Bites, специально разработанную для собак с непереносимостью лактозы и не способных правильно переваривать молочные продукты, такие как обычное мороженое. Frosty Paws Bites содержит витамины и минералы и не содержит молока. Продукты выпускаются со вкусами ванили или арахисового масла (как и разнообразие Frosty Paws) и покрыты ванильным йогуртом.